# Cantó de Montrevel-en-Bresse
El cantó de Montrevel-en-Bresse era una divisió administrativa francesa del departament de l'Ain. Comptava amb 14 municipis i el cap era Montrevel-en-Bresse. Va desaparèixer el 2015.

## Municipis
- Attignat
- Béréziat
- Confrançon
- Cras-sur-Reyssouze
- Curtafond
- Étrez
- Foissiat
- Jayat
- Malafretaz
- Marsonnas
- Montrevel-en-Bresse
- Saint-Didier-d'Aussiat
- Saint-Martin-le-Châtel
- Saint-Sulpice

## Història
| Data d'elecció                           | Identitat         | Partit                      | Qualitat |
| ---------------------------------------- | ----------------- | --------------------------- | -------- |
| 1945-1951                                | M. Mathieu        | radical                     |          |
| 1951-1964                                | Abel Favier       | CNIP                        |          |
| 1964-2001                                | Louis Jannel      | sense etiqueta, després MRG |          |
| 2001-2008                                | Bernard Fonteneau | Divers gauche               |          |
| 2008-2015                                | Jean-Pierre Roche | Divers gauche               |          |
| les dades anteriors no són pas conegudes |                   |                             |          |
|                                          |                   |                             |          |

## Demografia
| A partir de 1990: Població sense dobles comptes |